# Кундик, Сергей Александрович
Сергей Александрович Кундик (род. 10 июля 1995, Новосибирск) — российский и португальский футболист, нападающий.

## Биография
В возрасте девяти лет вместе с семьёй перебрался в Португалию.
На взрослом уровне начал играть в любительских командах «Риу Тинту» и «Грижу», выступавших в зональном турнире региона Порту. В первой половине сезона 2016/17 играл в третьем дивизионе Португалии за «Ногейренси».
В январе 2017 года перешёл в клуб высшего дивизиона Кипра «Анагенниси Деринья» и сыграл за него 4 матча в чемпионате страны. По итогам сезона клуб занял последнее место в чемпионате.